# Операција Волкенбрух
Операција Пролом облака (нем. Wolkenbruch, Волкенбрух) је била војна операција немачког Вермахта против партизанске слободне територије у Истри, Горском котару, Приморју и Словенији. Вођена је од 21. октобра до 12. новембра 1943. године.
Циљ операције био је поново окупирати слободну територију и угушити масовни устанак у словеначком приморју, Истри, Хрватском приморју, Горском котару, Љубљанској покрајини и Жумберку, поседнути луке на северним обалама Јадрана (спречити евентуални савезнички десант) те обезбедити комуникације северне Италије са Балканом.
У првој етапи операције, Немци су обухватили Словеначко приморје, у другој Истру, у трећој Кварнер и Горски котар и у четвртој етапи планираној у времену између 15. октобра и 12. новембра требало је обухватити Жумберак, Долењску и Нотрањску.
Операција Волкенбрух је уследила непосредно након операције Истра, па су обе локално познате под називом Октобарска офанзива или Ромелова офанзива.

## Позадина
Након искрцавања Савезника у Италији, Немци су одлучили да јаким снагама предузму операције у северозападном делу Југославије како би угушили устанак у Словеначком приморју, уништили партизанске снаге у Истри, Хрватском приморју и Горском котару, обезбедили комуникације кроз Словеначко приморје и тзв. Љубљанску покрајину, посели луке и градове на северним обалама Јадрана од Трста до Цриквенице, и спречили евентуални савезнички десант на северни Јадран.
Италијанска капитулација искоришћена је за разоружавање италијанских окупационих снага које су деловале на територији Словеније. Народноослободилачка војска у Словенији је запленила велике количине наоружања, опреме, муниције и експлозива. Италијанске јединице, попут пешадијских дивизија "Изонцо" и "Мачерата", биле су разоружане од стране словеначких партизана, а војници су достојанствено испраћени натраг у Италију. Овај чин не само да је допринео војном јачању партизана, већ је представљао и морални тријумф над фашистичким окупатором.
Током овог процеса, партизански покрет у Словенији доживео је скоковит раст. Слободне територије, које су партизани успели да ослободе, прошириле су се на готово половину Словеније. Ове територије су се повезале са ослобођеним деловима Хрватске, укључујући Истру и Горски котар, што је омогућило координацију између јединица Народноослободилачке војске и Органа Освободилне фронте Словеније.

## Ток операције

### Офанзива у Истри и словеначком приморју
Из Горице, Тржича и Трста, ојачани немачки 2. СС оклопни корпус отпочео је прву фазу ове операције којом је, захватајући подручје Краса и Випавске долине, требало уништити јединице Приморске оперативне зоне НОВ и ПО Словеније. У оштрим борбама до 30. септембра, јединице Приморске оперативне зоне повукле су се главнином на плато Трновског гозда, док су надмоћне немачке снаге успоставиле своја упоришта у Випавској долини и на Красу.
Делови 1. СС оклопне СС дивизије Телесна гарда Адолфа Хитлера, 44. и 71. пешадијске и оклопне дивизије „Херман Геринг“ кренули су 2. октобра у наступање правцима: Трст—Пореч—Ровињ—Пула—Пазин, затим Хрпеље—Бузет—Роч—Лупоглав и Трст—Ријека, обухватајући Водице, Муне и Зејане.

## Исход
Тек формиране истарске јединице, састављене искључиво од новомобилисаних бораца, нису могле задржати елитне њемачке дивизије. У седмодневним борбама, почетком октобра, истарске јединице су растурене и имале су преко 2.000 погинулих.